# Кудьма (река, впадает в Белое море)
Кудьма (в верховье Нижняя Кудьма) — река на севере Архангельской области России. Протекает в Приморском районе и городском округе «Северодвинск».
Кудьма берёт своё начало в озере Кудьмозеро, впадает в Двинскую губу Белого моря на территории муниципального образования города Северодвинск. Длина реки — 35 км.
Притоки: Корода, Ширшема.

## Этимология
Название складывается из финно-угорских корней кудо — «дом», «жилище» и топоформанта «-ма» — «земля», «территория», «край», широко распространённого в Поволжье и других территориях исторического проживания финских народов. Таким образом, название Кудьма указывает на то, что территория по берегам реки и на ближайших землях была значительно заселена финно-угорскими народами ещё до начала освоения этих земель русским населением. В пользу финно-угорской теории происхождения названия говорит и то, что аналогичное по звучанию и смыслу слово есть в вепсском языке — kodima. В Петрозаводске Республики Карелия на вепсском языке выпускается газета Kodima (Родная земля). Кроме того, название «Кудьма» встречается ещё как минимум дважды в Нижегородской области (месте исторического проживания эрзян): Кудьма — река приток Волги в Богородском и Кстовском районах Нижегородской области; Кудьма — посёлок в Богородском районе Нижегородской области.